# Кордон, Франц фон
Франц фон Кордон (нем. Franz von Cordon; 1796—1869) — австрийский военный и государственный деятель. Генерал от артиллерии. Военный министр Австрийской Империи (1848—1849).

## Биография
В 1816 году присоединился к Императорской и Королевской армии Австрийской империи. В 1831 году служил фланг-адъютантом фельдмаршала Йозефа Радецкого. Участник Битвы при Мадженте (1859).
После службы в Богемии и Италии стал генерал-майором и бригадиром в Вене в 1846 году. Когда в марте 1848 года военный совет был распущен, Кордон стал начальником отдела военного министерства. В результате Революции 1848—1849 годов, получил командование над воинским гарнизоном Вены.
С 21 ноября 1848 по 2 июня 1849 (во время окончания революции 1848/49) был австрийским военным министром. При исполнении служебных обязанностей ему было присвоено звание фельдмаршала-лейтенанта. Его преемником на посту военного министра стал Ференц Дьюлай.